# Lady K'abel
Lady K'abel, även kallad Lady Water Lily Hand och Lady Snake Lord, död mellan 702 och 711, var regerande drottning av mayastaten Waka' mellan 672 och 692.
Hon var dotter till kung Yuknoom Chʼeen II av Calakmul och tillhörde Ormdynastin. 
Hon gifte sig med en längre rankad man vid namn K'inich Bahlam II. Paret utnämndes 672 till samregenter över Waka', som var en vasallstat över hennes fars rike Calakmul. 
Arkeologiska fynd visar att hon hade högre rang än sin make. Hon bar titeln Ix Kaloomte ("Fru Överlägsen Krigsherre"), och avbildar henne i full kunglig regalia och betjänad av en slav, vilket inte förekommer på hennes makes stele, som också är mindre än hennes. 
Hon tros ha lett militära styrkor i krig mot Tikal.
Hon regerade i tjugo år: hennes regeringstid avslutas 692. Hennes dödsår anges dock till något mellan 702 och 711. 